# Osaka Business Park

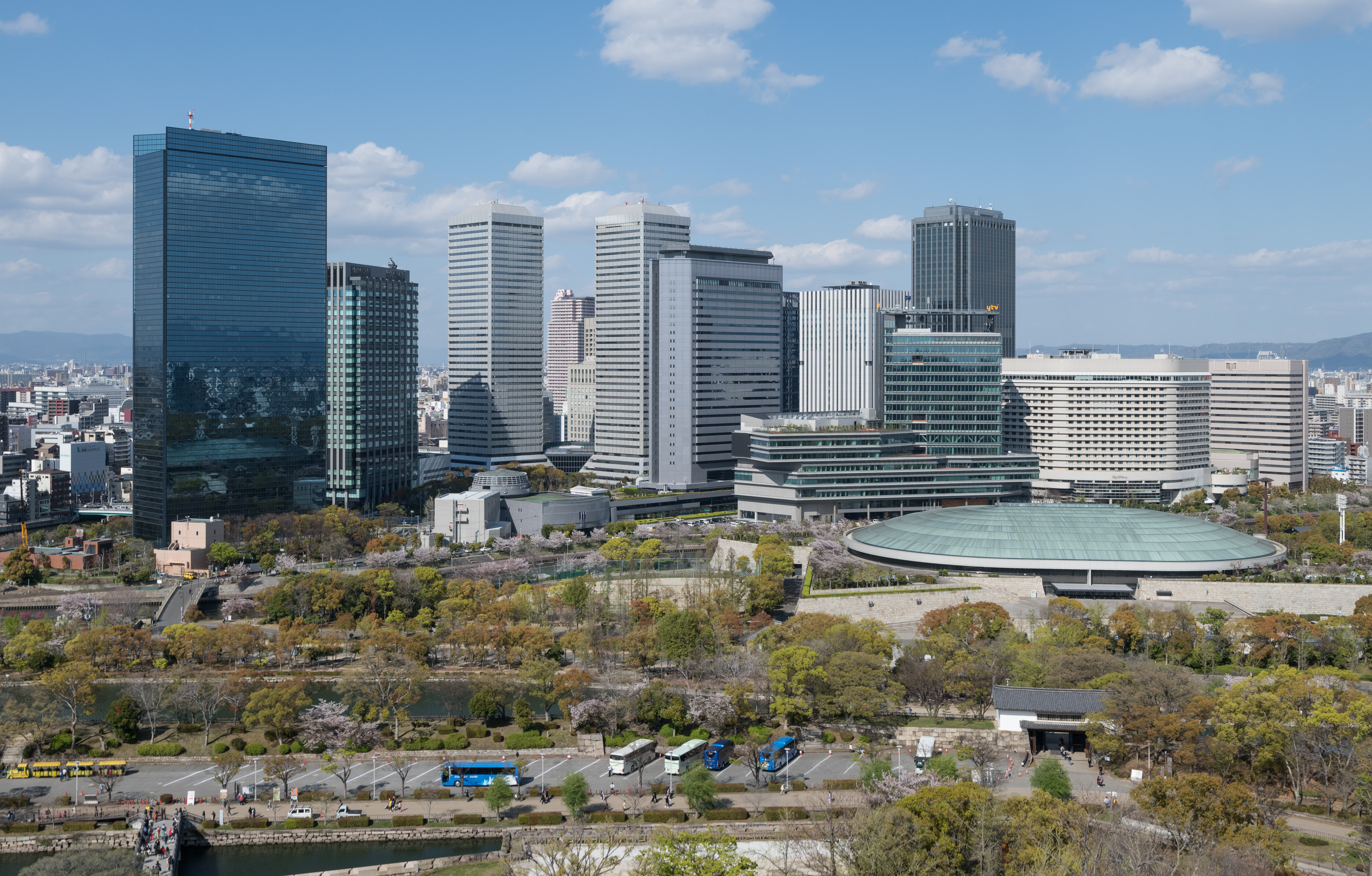
Het OBP gezien vanaf het Kasteel Osaka

Osaka Business Park (OBP) (Japans: 大阪ビジネスパーク, zakendistrict Ōsaka) is een stadsvernieuwend project en zakendistrict gelegen in Chūō-ku, Osaka, Japan. Het gebied ligt ten noorden van het Kasteel Osaka en wordt begrensd door de Neyagawa. Het behelst een gebied van 26 hectare.
Het zakendistrict is tot stand gekomen door samenwerking tussen een aantal grote Japanse bedrijven, na een wens voor een plek waar handel en zaken centraal staan, vergelijkbaar met de Amsterdamse Zuidas en de Brusselse Noordruimte.

## Geschiedenis en ontwikkeling
Het gebied waar nu het OBP ligt werd gekenmerkt door de samenkomst van een aantal rivieren, waaronder de Yamatogawa en de Hiranogawa, en er ontstond een eiland. Het was derhalve een knooppunt voor watertransport. Vanwege de nabijheid van Kasteel Osaka was het gebied het toneel van een aantal veldslagen, waaronder de Ishiyama Honganji-oorlog en het beleg van Osaka.
Nadat Yodo-dono tijdens de Belegering van Ōsaka zelfmoord had gepleegd en begraven werd onder de Benzaitenschrijn, werd het eiland 'Benzaijima' (eiland van Benzai) genoemd. Van 1666 tot 1869 was het een buitenhuis van de kasteelheer van Osaka, daarna kwam het onder het gezag van het Ministerie van oorlog en werd het voor verscheidene militaire doeleinden gebruikt. 
Tijdens de Tweede Wereldoorlog werd het gebied veelvuldig gebombardeerd en werd grotendeels verwoest. Na de oorlog werd het gebied vanwege de aanwezigheid van veel onontplofte bommen tot een ontoegankelijk gebied verklaard en pas in de jaren 60 besloot men het gebied te bebouwen. Overeenkomstig het ontwikkelingsplan werd het een gebied met als kenmerk cityvorming en bouwde men er vooral wolkenkrabbers. Hiermee werd het Ōsaka Business Park geboren. In 1996 kreeg het O.B.P. een eigen metrostation aan de Nagahori Tsurumi-ryokuchilijn: station Osaka Business Park.
Vandaag de dag hebben o.a. Panasonic, Sumitomo Levensverzekeringen, de Kinki-Ōsaka bank, Kajima bouw, KDDI en Fujitsu er vestigingen.

## Bouwwerken en bezienswaardigheden
- TWIN21 (Panasonic Tower & MID Tower)
- Matsushita IMP-gebouw
- BRAVA!-theater
- Crystal Tower
- Sumitomo Levensverzekeringengebouw
- OBP Castle Tower
- Ōsaka-Tokio Kaijō Nichidō-gebouw
- New Ōtani Hotel
- Kasteel Osaka

## Bereikbaarheid

### Treinen en metro's
- Metro van Osaka: Nagahori Tsurumi-ryokuchi-lijn, station Osaka Business Park
- Keihan: station Kyōbashi
- JR West: Osaka-ringlijn, JR Tozai-lijn en de Katamachi-lijn